# Eman (nakladatelství)
Evangelické manufakturní nakladatelství EMAN je nakladatelskou institucí sídlící v Benešově.
Nakladatelství založil Tomáš Trusina, českobratrský evangelický farář v Benešově u Prahy. Vydávané tituly zahrnují beletrii, biblickou literaturu, katechetické příručky, kázání a rovněž spravuje edici zvanou Knižnice SPEKu (Spolku evangelických kazatelů). V nakladatelství vychází rovněž evangelický měsíčník Protestant.

## Historie
Myšlenka na nakladatelství vznikla z aktivit v evangelickém samizdatu. Oficiálně začalo nakladatelství působit po listopadu 1989.